# Другий Московський процес
Другий Московський процес, «Паралельного антирадянського троцькістського центру» судовий процес 1937 — показовий судовий процес, що відбувся 23—30 січня 1937 в Москві. Він став наслідком розгорнутих після закритого листа ЦК ВКП(б) від 29 липня 1936 «Про терористичну діяльність троцькістсько-зінов'євського контрреволюційного блоку» репресій проти колишніх учасників опозиції. Органи НКВС почали піддавати репресіям тих із них, які відійшли від опозиції, були відновлені в партії, працювали на відповідальних посадах. Деякі з них були обрані до складу вищих органів партії. Почав змінюватися характер обвинувачень, що висувалися. Якщо раніше ключовим було обвинувачення в терористичній діяльності, то з 2-ї половини 1936, поруч із терором, почалося висунення обвинувачень у шпигунстві, шкідництві і диверсійній діяльності. Після призначення М. Єжова на посаду наркома внутрішніх справ СРСР 29 вересня 1936 політбюро ЦК ВКП(б) прийняло постанову «Про ставлення до контрреволюційних троцькістсько-зінов'євських елементів», в якій підкреслювалася необхідність «розправи з троцькістсько-зінов'євськими мерзотниками». Ця постанова пропонувала розглядати троцькістів як розвідників, шпигунів, диверсантів і шкідників. Зізнань саме в цьому незаконними методами вимагали від заарештованих відомих у минулому троцькістів. Істерія пошуків «прихованих троцькістів» або тих, хто «потурає» їм, охопила всі тодішні союзні республіки, у тому числі УРСР. По справі було складено 3 варіанти обвинувального висновку, що були скеровані на редагування Й. Сталіну. Напередодні процесу він прийняв Прокурора СРСР А. Вишинського, який узгодив із ним деталі проведення процесу. По справі було заарештовано і засуджено 17 осіб (колишній 1-й заступник наркома важкої промисловості СРСР Г. Пятаков, колишній 1-й заступник наркома лісової пром-сті СРСР Г. Сокольников, завідувач бюро міжнародної інформації ЦК ВКП(б) К. Радек, колишній заступник начальника Головного управління шосейних доріг і автотранспорту Л. Серебряков, колишній заступник наркома шляхів сполучень СРСР Я. Лівшиць, колишній начальник сільгоспвідділу управління робітничого постачання «Кузбасстроя» в Новосибірську М. Муралов, колишній заступник начальника кемеровського «Химкомбинатстроя» Я. Дробніс, колишній начальник «Сибмашстроя» в м. Новосибірськ М. Богуславський, колишній заступник начальника Центрального управління руху наркомату шляхів сполучення СРСР І. Князев, колишній начальник Головхімпрому наркомату важкої промисловості СРСР С. Ратайчак, колишній начальник кемеровського «Химкомбинатстроя» Б. Норкін, колиш. керуючий Салаїрською цинковою копальнею в Кемеровській області О. Шестов, колишній головний інженер тресту «Кузбассуголь» у Новосибірську М. Строїлов, колишній заступник начальника Свердловської залізниці Й. Турок, співробітник наркомату важкої промисловості СРСР І. Граше, колиш. головний інженер будівництва Ріонського азотнотукового комбінату (Грузія) Г. Пушин, колишній завідувач гаража і відділу постачання на Прокоп'євській та Анжерській копальнях (Кузбас) В. Арнольд). Судовий процес широко висвітлювався в пресі, а за два дні до його закінчення В. Ульріх, який головував на засіданні, надіслав до ЦК ВКП(б) проект вироку, вимагаючи страти для всіх підсудних. Однак до страти засудили 13 осіб (крім К. Радека, Г. Сокольникова, В. Арнольда, які отримали по 10 років, і М. Строїлова, який отримав 8 років ув'язнення). Після суду в місцях ув'язнення за Г. Сокольниковим, К. Радеком, М. Строїловим і В. Арнольдом органи НКВС вели нагляд. За повідомленнями агентури, вони вели розмови про свою невинність і розповідали, яким чином фальсифікувався судовий процес по їхній справі. У травні 1939 К. Радек і Г. Сокольников за завданням наркома внутрішніх справ СРСР Л. Берії і його заступника Б. Кобулова були таємно вбиті в тюрмах спеціально підісланими особами з числа колишніх співробітників НКВС, які відбували покарання за політичні і посадові злочини. М. Строїлов і В. Арнольд були страчені у вересні 1941 серед 170-ти в'язнів Орловської в'язниці за заочним вироком Військової колегії Верховного суду СРСР, винесеному відповідно до підписаного Й. Сталіним рішення Державного комітету оборони СРСР. Учасники справи «Паралельного антирадянського троцькістського центру» офіційно реабілітовані 1988. 